# Skylanders
Skylanders ist eine Videospiel-Serie von Activision, die bisher aus sechs Hauptspielen besteht. Sie ist ein Ableger der Spieleserie Spyro und basiert darauf, dass echte Figuren von den digitalen Charakteren auf ein „Portal“ gesetzt werden und daraufhin im Spiel gespielt werden können. Die Serie wurde hauptsächlich von den Entwicklerstudios Toys for Bob und Vicarious Visions entwickelt.

## Gameplay
Skylanders ist ein „Toys-to-life“-Spiel aus dem Action-Adventure-Genre. Wie z. B. in Disney Infinity müssen in Skylanders physische Figuren der Charaktere auf das „Portal of Power“ gestellt werden, damit sie gespielt werden können. Das „Portal of Power“ muss an die Spielkonsole angeschlossen werden und enthält einen NFC-Reader, welcher die Figuren, die auf das Portal gestellt werden, erkennt.
Skylanders spielt in einer „Skylands“ (dt. etwa Himmelsländer) genannten Welt, die aus fliegenden Inseln besteht. Die Skylands sind das Zentrum des Universums und werden immer wieder von bösen Mächten attackiert, die so Zugriff zu allen Welten erhalten wollen. Der Spieler steuert als „Portalmeister“ die „Skylander“, welche die Skylands beschützen und muss mit ihnen diese bösen Mächte aufhalten. Jeder Skylander ist einem von 8 (ab Skylanders: Trap Team 10) Elementen zugeordnet.
Die Figuren der Skylanders können auf jeder Plattform verwendet werden. Auch können in jedem Spiel die Skylanders der vorherigen Teile benutzt werden. Während die Versionen für die verschiedenen Spielekonsolen von Skylanders dieselben Handlungen erzählen, verfolgen die jeweiligen 3DS-Teile der Reihe eine andere Geschichte.

## Kapitel
| Nr. | Skylanders: Spyro's Adventure (Teil 1) | Mission                                                             | Skylanders: Giants (Teil 2)         | Skylanders: Swap Force (Teil 3) | Skylanders: Trap Team (Teil 4)                 | Skylanders: SuperChargers (Teil 5) | Skylanders: Imaginators Teil (6) |
| --- | -------------------------------------- | ------------------------------------------------------------------- | ----------------------------------- | ------------------------------- | ---------------------------------------------- | ---------------------------------- | -------------------------------- |
| 1   | Trümmerinsel                           | Rette die gefangenen Mabu-Dorfbewohner vor dem großen Wirbelsturm   | Zeit der Riesen                     | Wolkenbruch-Berg                | Sprudelquell                                   |                                    | Wiege der Kreation               |
| 2   | Gefährliches Grasland                  | Befreie Cali aus den Klauen der bösen Drow                          | Schrottplatzinseln                  | Kaskaden-Lichtung               | Besserwisser-Insel                             |                                    | Pilzfluss                        |
| 3   | Sky-Schoner-Hafen                      | Schalte das Elite-Luftschiff aus und hol dir den Goldenen Propeller | Polterstadt                         | Schlammwasser-Höhle             | Chompy-Berg                                    |                                    | Gelehrtenstadt                   |
| 4   | Böige Burg                             | Finde die Ewige Luftquelle                                          | Halsabschneider-Jahrmarkt           | Ruhelose Ruinen                 | Der Phönix-Huhn-Schutzraum                     |                                    | Muschelbergufer                  |
| 5   | Öllachen-Insel                         |                                                                     | Gletscher-Gully                     | Polterdschungel                 | Chefkoch-Zeppelin                              |                                    | Himmelsfeste                     |
| 6   | Bucht der dunklen Wasser               |                                                                     | Geheime Kammer der Geheimnisse      | Eisenmaul-Schlucht              | Regenfisch-Riveria                             |                                    | Spudelland                       |
| 7   | Leviathan-Lagune                       |                                                                     | Wilikin-Dorf                        | Flossingen                      | Monstersumpf                                   |                                    | Die goldene Spielhalle           |
| 8   | Kristallaugen-Burg                     |                                                                     | Trollheim-Sicherheit                | Kurventunnel                    | Teleskop-Türme                                 |                                    | Drachentempel                    |
| 9   | Steinstadt                             |                                                                     | Kaos Burg                           | Schlangenhöhe                   | Mystische Mühle                                |                                    | Verlassener Vergnügungspark      |
| 10  | Baumwipfelterasse                      |                                                                     | Luftangriff!                        | Knocheninseln                   | Geheime Kanalisation des überragenden Gestanks |                                    | Kaos Versteck                    |
| 11  | Fallender Wald                         |                                                                     | Drill-X' große Plattform            | Winterfeste                     | Wilikin-Werkstatt                              |                                    |                                  |
| 12  | Troll-Lagerhaus                        |                                                                     | Mount Molekin                       | Frostfest-Berge                 | Zeitstadt                                      |                                    |                                  |
| 13  | Schmierefabrik                         |                                                                     | Das Orakel                          | Mesmeraldas Show                | Die Zukunft der Skylands                       |                                    |                                  |
| 14  | Kampfplatz                             |                                                                     | Arkeyanisches Tragschrauberabenteur | Phantasma-Wald                  | Operation: Trollraketenraub                    |                                    |                                  |
| 15  | Kriechende Katakomben                  |                                                                     | Verlorene Stadt Arkus               | Kaos Festung                    | Skyhighlands                                   |                                    |                                  |
| 16  | Grässliche Gruft                       |                                                                     | Ordnung für Kaos!                   | Mutter-Chaos                    | Die Goldene Wüste                              |                                    |                                  |
| 17  | Schauerliche Zitadelle                 |                                                                     | Eis-Imperium                        | Wolkenbruch-Kern                | Versteck der Golden Queen                      |                                    |                                  |
| 18  | Molekin-Mine                           |                                                                     | Piratenmeer                         | Turm der Zeit                   | Die Ultimative Waffe                           |                                    |                                  |
| 19  | Lavasee-Eisenbahn                      |                                                                     | Düstergruft                         | Schafbruchinseln                | MitternachtsMuseum                             |                                    |                                  |
| 20  | Quecksilberkammer                      |                                                                     | Drachenhöhe                         |                                 | Sonnenkratzer                                  |                                    |                                  |
| 21  | Arkeyanische Waffenkammer              |                                                                     |                                     |                                 | Grusel-Express                                 |                                    |                                  |
| 22  | Kaos' Versteck                         |                                                                     |                                     |                                 | Rätselhafter Spiegel                           |                                    |                                  |
| 23  | Eis-Imperium                           |                                                                     |                                     |                                 |                                                |                                    |                                  |
| 24  | Piratenmeer                            |                                                                     |                                     |                                 |                                                |                                    |                                  |
| 25  | Düstergruft                            |                                                                     |                                     |                                 |                                                |                                    |                                  |
| 26  | Drachenhöhe                            |                                                                     |                                     |                                 |                                                |                                    |                                  |

## Spiele

### Übersicht
| Titel                         | Datum              | Plattform | Plattform | Plattform | Plattform     | Plattform     | Plattform    | Plattform    | Plattform      | Plattform       | Plattform  | Entwickler                |
| Titel                         | Datum              | PC        | Xbox 360  | Xbox One  | PlayStation 3 | PlayStation 4 | Nintendo WII | Nintendo 3DS | Nintendo WII U | Nintendo Switch | Smartphone | Entwickler                |
| ----------------------------- | ------------------ | --------- | --------- | --------- | ------------- | ------------- | ------------ | ------------ | -------------- | --------------- | ---------- | ------------------------- |
| Skylanders: Spyro's Adventure | 13. Oktober 2011   | ja        | ja        | nein      | ja            | nein          | ja           | ja           | ja             | nein            | nein       | Toys for Bob              |
| Skylanders: Giants            | 17. Oktober 2012   | nein      | ja        | nein      | ja            | nein          | ja           | ja           | ja             | nein            | nein       | Toys for Bob              |
| Skylanders: Swap Force        | 13. Oktober 2013   | nein      | ja        | ja        | ja            | ja            | ja           | ja           | ja             | nein            | nein       | Vicarious Visions         |
| Skylanders: Trap Team         | 2. Oktober 2014    | nein      | ja        | ja        | ja            | ja            | ja           | ja           | ja             | nein            | ja         | Toys for Bob, Beenox      |
| Skylanders: SuperChargers     | 20. September 2015 | nein      | ja        | ja        | ja            | ja            | ja           | ja           | ja             | nein            | ja         | Vicarious Visions, Beenox |
| Skylanders: Imaginators       | 13. Oktober 2016   | nein      | ja        | ja        | ja            | ja            | nein         | nein         | ja             | ja              | nein       | Toys for Bob              |

### Skylanders: Spyro's Adventure
Mit Skylanders: Spyro's Adventure erschien am 13. Oktober 2011 in Australien der erste Teil der Skylanders-Reihe. In Europa erschien das Spiel am 14. Oktober und schließlich in Nordamerika am 16. Oktober 2011. Das Spiel wurde von dem Entwicklerstudio Toys for Bob entwickelt. Das Spiel erschien am 13. Oktober 2011 für PC, Xbox 360, PlayStation 3, Wii und Nintendo 3DS. Eine Portierung für die Wii U erschien am 12. Juli 2013 ausschließlich in Japan. Das Spiel wurde zur erfolgreichsten Marke Activisions im Jahre 2012 und war 2012 das erfolgreichste Videospiel des Jahres.
Das Spiel hat 32 verschiedene spielbare Charaktere, die in 8 Klassen aufgeteilt sind. Die Figuren aus diesem Spiel stehen auf einem je nach Element gefärbtem und verziertem Sockel.

### Skylanders: Giants
Skylanders: Giants ist der zweite Teil der Skylanders-Reihe der erstmals am 17. Oktober 2012 in Australien erschien. In Europa erschien das Spiel am 19. Oktober und in Nordamerika am 21. Oktober 2012. Das Spiel wurde wie der Vorgänger von Toys for Bob für die Xbox 360, PlayStation 3, Wii und Wii U entwickelt. Der Wii-U-Teil erschien später als die anderen Versionen, in Nordamerika am 18. November 2012 und im Rest der Welt am 30. November 2012.
Neu in Giants sind die namensgebenden „Giants“, besonders große Charaktere, die besondere Fähigkeiten haben. So können die Giants schwere Objekte wie Bäume anheben und werfen. Das Spiel ist kompatibel mit den Figuren aus dem Vorgänger Skylanders: Spyro's Adventure und so sind gesamt 48 Charaktere spielbar, darunter acht Giants.
Die Figuren aus diesem Spiel stehen auf einem orangefarbenen Sockel.

### Skylanders: Swap Force
Skylanders: Swap Force ist der dritte Teil der Skylanders-Reihe und erschien erstmals am 13. Oktober 2013 für die Wii, Wii U, PlayStation 3, Xbox 360 und Nintendo 3DS. Das Spiel wurde, anders als die Vorgänger, von Vicarious Visions entwickelt und von Activision veröffentlicht. Die Wii-Version wurde von Beenox und die Nintendo-3DS-Version wurde von n-Space portiert. Das Spiel erschien November 2013 für die PlayStation 4 und Xbox One.
Neu im Spiel sind die Skylanders aus der „Swap Force“, diese Figuren bestehen aus einem Ober- und einem Unterteil, die sich beliebig kombinieren lassen. So entstehen neue Charaktere, die man daraufhin im Spiel steuern kann. Als erster Teil der Reihe sind die Playstation-4- und Xbox-One-Version von Swap Force in Full HD aufgelöst. Die Figuren aus diesem Spiel stehen auf einem blauen Sockel.

### Skylanders: Trap Team
Skylanders:Trap Team ist der vierte Teil der Skylanders-Reihe und erschien erstmals am 2. Oktober 2014 in Australien. In Nordamerika erschien das Spiel am 5. Oktober 2014 und in Europa am 10. Oktober 2014. Das Spiel wurde, wie die ersten beiden Teile der Reihe wieder von Toys for Bob entwickelt, allerdings wurden sie dabei von Beenox unterstützt. Für die Mobilen Betriebssysteme Android, iOS und Fire OS wurde das Spiel von Vicarious Visions portiert.
In Trap Team wurden erstmals die „Trap-Master“-Skylanders hinzugefügt. Außerdem können besiegte Gegner in einer Falle, die vom Spieler auf das Portal gesetzt werden muss, gefangen und danach gespielt werden. Das Spiel führt 18 Trap Masters und 18 weitere Skylanders ein. Außerdem können über 40 Gegner gefangen und gespielt werden. Die Figuren aus diesem Spiel stehen auf einem roten Sockel.

### Skylanders: SuperChargers
Skylanders: SuperChargers ist der fünfte Teil der Skylanders-Reihe. Es erschien erstmals am 20. September 2015 in Amerika. In Australien erschien das Spiel am 23. und in Europa am 25. September 2015. Das Spiel wurde von Vicarious Visions und Beenox entwickelt und wurde von Activision veröffentlicht. Es erschien wie sein Vorgänger für PlayStation 3, Xbox 360, PlayStation 4, Xbox One, Wii U, Nintendo 3DS und Mobilgeräte. Für die Wii (nicht Wii U) gab es lediglich das Spiel Superchargers Racing Team, was nur die Racing Elemente des Superchargers Spiels enthielt und eher an Mario Kart als an die anderen Teile von Skylanders erinnert.
In SuperChargers können als erster Teil der Reihe Fahrzeuge gesteuert werden. So kann der Spieler in diesem Spiel mit seinem Skylander Land-, Himmel- und Seefahrzeuge steuern.

### Skylanders: Imaginators
Mit Skylanders: Imaginators erschien der sechste Teil der Skylanders-Reihe. Das Spiel erschien erstmals am 13. Oktober 2016 in Australien. In Europa erschien das Spiel am 14. und in Nordamerika am 16. Oktober 2016. Es wurde von Toys for Bob für Xbox 360, Xbox One, PlayStation 3, PlayStation 4, Wii U und Nintendo Switch entwickelt. Die Nintendo-Switch-Version des Spiels erschien als Starttitel der Konsole am 3. März 2017.
Neu in Imaginators ist die Möglichkeit eigene Skylander zu erstellen. Dazu muss der Spieler die in der Welt verstreuten „Imaginate-Kristalle“ finden und bekommt so mehr und mehr Möglichkeiten seinen eigenen Skylander zu erstellen. Außerdem sind erstmals mit „Crash Bandicoot“ und „Dr. Neo Cortex“ Charaktere aus der Crash-Bandicoot-Reihe spielbar. In Imaginators kommen 20 „Sensei-Skylander“ hinzu, außerdem sind zwölf frühere Bösewichte, darunter auch Kaos, der Hauptantagonist, spielbar.

### Ableger
Verschiedene Ableger von Skylanders erschienen für Mobilgeräte:
| Titel                        | Datum             | Plattform | Plattform | Entwickler         | Status                                    |
| Titel                        | Datum             | Android   | iOS       | Entwickler         | Status                                    |
| ---------------------------- | ----------------- | --------- | --------- | ------------------ | ----------------------------------------- |
| Skylanders: Cloud Patrol     | 5. April 2012     | ja        | ja        | Viscarious Visions | Dienst eingestellt                        |
| Skylanders: Battlegrounds    | 14. Oktober 2012  | ja        | ja        | Viscarious Visions | Dienst eingestellt                        |
| Skylanders: Lost Islands     | 20. November 2012 | ja        | ja        | Viscarious Visions | Dienst eingestellt (am 1. November 2017)  |
| Skylanders: Collection Vault | 26. November 2013 | nein      | ja        |                    |                                           |
| Skylanders: Battlecast       | 19. November 2015 | ja        | ja        | Beachhead Studio   | Dienst eingestellt (am 1. September 2017) |
| Skylanders: Ring of Heroes   | Dezember 2018     | ja        | ja        | Com2us             | Dienst eingestellt (am 28. Februar 2022)  |